# Adeodato di Cosma
Adeodato di Cosma (Roma, ... – 1332) è stato uno scultore italiano.
Figlio di Cosma di Pietro Mellini, eseguì il ciclo della chiesa di Santa Maria in Cosmedin e un altro non meno celebre a San Giovanni in Laterano. Inoltre lavorò a Teramo nella cattedrale, dove firmò il portale (1332).